# 響 (お笑い)
響（ひびき）は、日本のお笑いコンビ。所属芸能事務所はビクターミュージックアーツ。2000年結成。
以前はソニー・ミュージックアーティスツ（SMA）に所属していたが、2016年6月に退社。同年7月、現在の事務所に移籍。

## メンバー

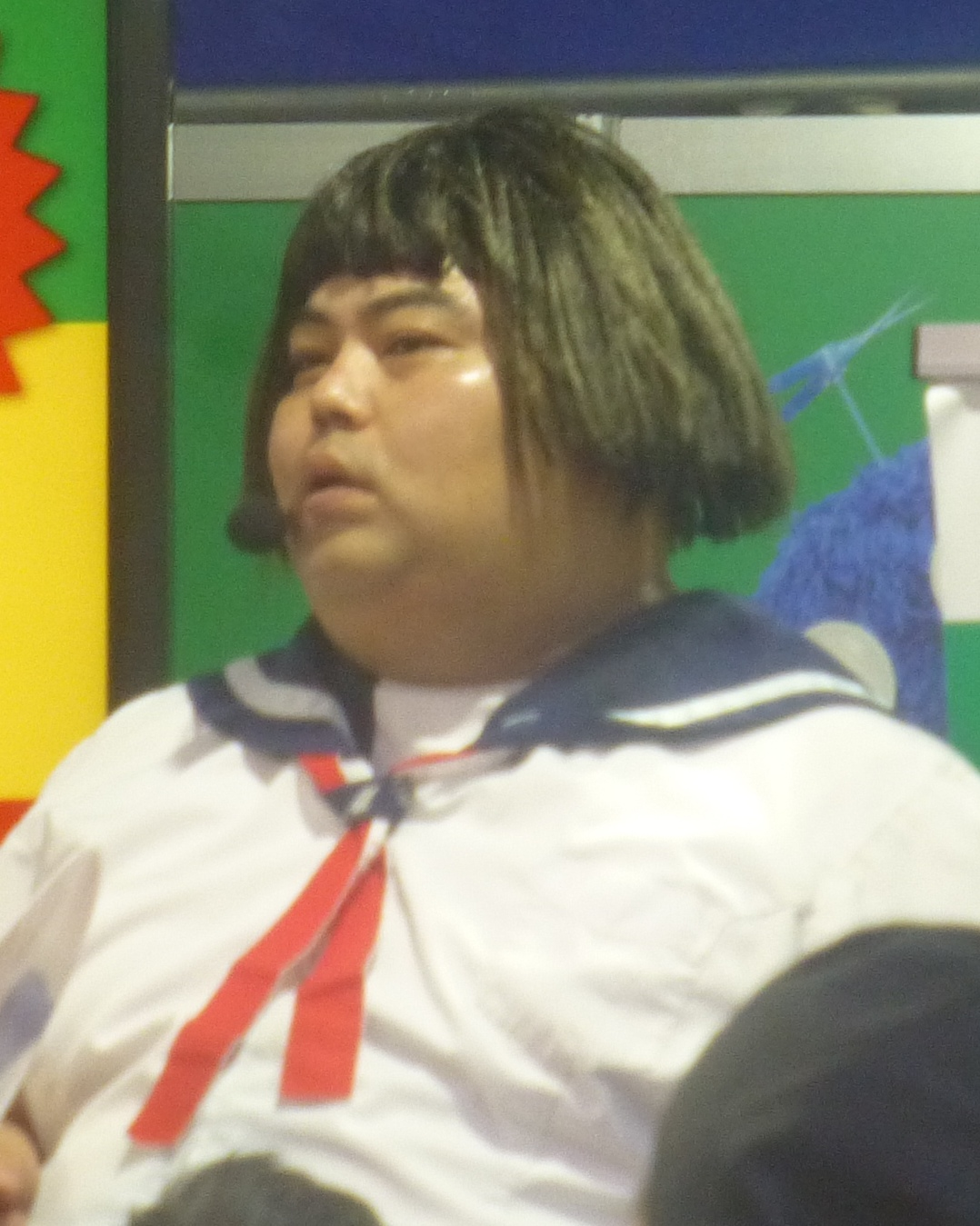
2016年

長友 光弘（ながとも みつひろ、1978年2月10日 - ）（47歳）
- ボケ担当。宮崎県宮崎市出身。O型。
- 身長163cm、体重130kg（体脂肪30.7%）[2]。私立日章学園高等学校建設科卒業。
- 怖い話が苦手。
- 中学時代は、陸上部で痩せていて宮崎県で100m走4位となった事がある。中学2年生の時にケガをしたため練習を長期に渡って中断、そのまま事実上引退。その後2年間で体重が50kg増加した。しかし、その経験から『run for money 逃走中』（フジテレビ）にたびたび出演するなど、いわゆる「動けるデブ」として活躍することがある[3]。
- 高校時代はヤンキーと仲良くなり、その威光を笠に着た怖いもの知らずの3年間はバラ色だったという。
- 高校卒業後、芸人になる資金を貯める為建設会社に就職。サラリーマン時代は、高校時代と打って変わり、地獄だったという。
- 当初は、別の相方とコンビを組んでいたが、相方がお笑いをやめたため、裏方で修行をしていた。
- 落語家になる前の立川らく兵とコンビを組んでいたことがある。
- 響を結成当初は収入が少なかったこともあり、交際していた彼女に生活費を捻出させていた。
- 先輩のドロンズ石本に可愛がられている。「ミツコ」のキャラを作る際に、アドバイスされた。
- 階段2段目で息切れする、爪が切れない、靴ひもが結べないといったデブ体型ならではのエピソードがある。一時、テレビ番組のダイエット企画に参加して減量に成功したが、「ミツコ」キャラの持ち味である腹部のチラ見せが出来なくなったため「健康には良いが芸人としてはダメになった」と嘆いていた。一度リバウンドして以前のような体型に戻ったが、2013年、仕事でダイエットして40kgの減量に成功した。
- 小学3年生の頃には既に芸人になりたかった。
- 志村けんと一緒に仕事をしたい夢は今も昔も変わらない。
- 彼女が置いていった犬（まろ）を飼っている。
- ニコジョッキー杯 大喜利キングでは、自腹で賞金を出す為ルールに厳しい。プロなので獲得ポイントは1/3で解答は何度でも出来るルールで視聴者と競っている。
  - 作家と共同生活している。家賃は18万5千円。
  - 副業として地元宮崎でラーメン店のオーナーとして5800万円の年商をあげていたが[4]、コロナ禍で2021年末に閉店した[5]。その後は千葉県に移住し農業に力を入れている[6]。
  - 2017年7月、プロソフトダーツトーナメントPERFECTのプロテストに合格し、PERFECTプロの資格を取得した。

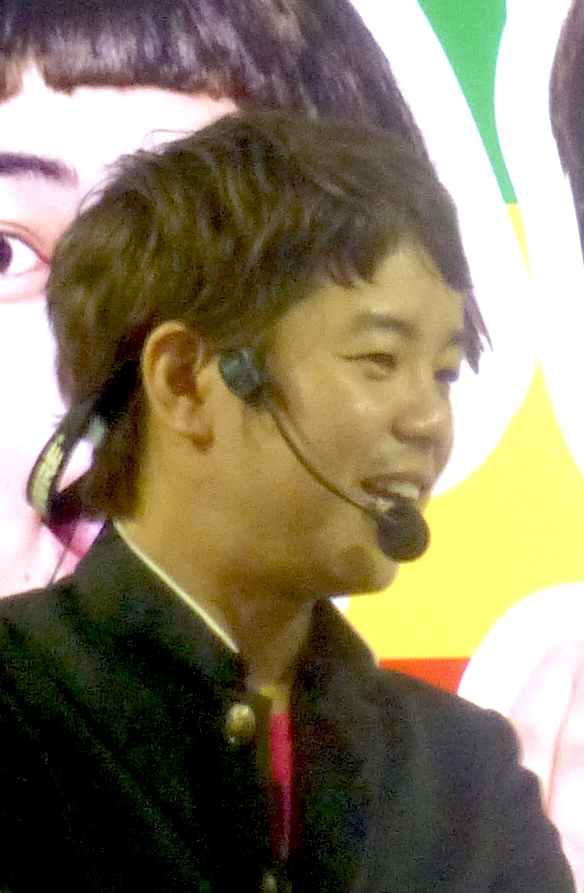
2016年

小林 優介（こばやし ゆうすけ、1978年5月16日 - ）（47歳）
- ツッコミ担当。愛知県岡崎市出身。血液型A型。
- 身長160cm、体重60kg。岡崎市立竜海中学校[7]、愛知県立岡崎北高等学校、明治大学経営学部経営学科卒業。
- 父親が8つのプール教室を経営する裕福な家庭に育つ。しかし、バブル崩壊と共に経営も破綻し、15億円の借金を抱えることになった[8]。芸能を目指したのは高校生の頃で、「小林家をどうにかしたい」と一攫千金を夢見たのがきっかけだった。
- ナインティナインに憧れて芸人を志したという。
- テレビに出始めた頃から二宮和也とプライベートで仲が良い。有名になり共演した際にはすでに飲み仲間で2015年10月4日放送の『ニノさん』（日本テレビ）にて二宮が「すごい仲が良い友達は？」という質問に、小林を挙げている。
- 圧倒的なキャラクターを持つ長友を相方に持つため、「じゃない方芸人」として『雨上がり決死隊のトーク番組アメトーーク!』に出演し、自身の目立たないエピソードを披露した。
- 趣味は、ショッピング、デパ地下巡り、海外ドラマ鑑賞。
- 副業として株の投資家、投資セミナー講師を務めている。

## ネタ
- 主に漫才。主に長友のデブキャラやパターンを使用することが多い。
- コントの場合は長友がセーラー服を着て告白するというパターンが多い。
  - 「ミツコ」が着用しているセーラー服の衣装はファンの手作りで、それをプレゼントされて使っている。
  - 『爆笑レッドカーペット』（フジテレビ）では、小林は高校の先輩、長友はブスマネージャー「ミツコ」を演じ、このキャラクターでブレイクした。このため、テレビでは殆どミツコの服装で出るのが大半になってしまった。
  - 「ミツコ」のキャラのモデルはTBSの某女性社員（『草野☆キッド』（テレビ朝日）2009年7月8日）。
- デート・恋愛を中心としたネタがほとんどである。
- 一人二役のコントを演じる。
- かつては長友の「元気いっぱい、ママおっぱい、母乳育ち」というギャグを漫才のつかみにしていた。

### パターン
- 腹話術っぽくデブを告白（口パクの後「…あれ…オレ…太ってるよ…」）。
- （客席から声をかけられているかのように）「え?…はい…はい…、そうです、痩せました!」
- 怖がった直後にキレる。
- 「どうもすいませんでした!」（早口で投げやりに、不貞腐れた表情で言う。2回目に普通の速さでいう場合もある。）
- 長友の「どうもすいませんでした!」に対して、小林が「謝る気ねえだろ!（または「ちゃんと謝れ!」）」と突っ込む。
- 「どうもありがとうございました!」と、上の表情で言う場合もある。
- 長友が突然意味不明な動きをした後「膝が･･･（やっちゃった）」
- モノマネでは、長友のマイティ・モーのKOシーン、曙太郎のKOシーン等があるが、勢いよく倒れるため体に負担が大きい。現にマイティ・モーのKOシーンを行ったら「肘が痛い。」、曙のKOシーンでは「内臓が痛い。」と言うほどであった。（2009年6月11日のイロモネアにて）

## ミツコ
長友の代表キャラクター。高校の野球部のマネージャーという設定。

### キャラクター
- 小林のことをストーカーしている。
- 「せんぱーい、せんぱーい!」という声で現れる。
- 小林に殴られると思いっきり彼を殴る（その際カツラがとれたことがある）。
- 甲子園のサイレンの様な泣き声。
- 家は神社。
- 中指がほかの指よりもやや甘い。
- 蛇が苦手。
- 「どうもすいませんでした!」と謝るのがお約束。
- 何故か女性に人気がある。
- 小林と結婚して子供を産んでいる。
- 高校時代はクラスのマドンナであった（ただしその設定はパラレル設定）。
- 泣くとき小林に「泣くなよ、」と言われると高笑いをする。
- スカートが10Lで更に後ろに似た色の生地を継ぎ足して着ている。（店で一番大きいサイズを買ったが入らず、長友が実際に母親に縫ってもらった）

## 出演番組

### テレビ
- おねぇさまのおせっかい代理店。 ファニーカンパニー!（富山テレビ）
- 爆笑オンエアバトル（NHK総合）戦績11勝6敗 最高521KB
  - 第10回チャンピオン大会 セミファイナル10位敗退
  - 第12回チャンピオン大会 視聴者投票1位バトル9位敗退
- オンバト+（NHK総合）戦績9勝3敗 最高513KB
  - オンバト+第3回チャンピオン大会 ファーストステージ敗退
- くるくるドカン〜新しい波を探して〜（フジテレビ）アメリカのチアリーダーのものまねを披露。
- 中尾和子のいつでもどこでもダイエット（GAORA）長友のみ
- 役者魂!（フジテレビ）第3話
- HOME TOWN TV（メディアッティかながわ）
- デジタルライフ+（メディアッティかながわ）
- オレワン（フジテレビ）長友のみ
- サキよみ ジャンBANG!（テレビ東京）
- お笑い図鑑 ハマヌキ（tvk）
- バカヂカラ（TOKYO MX）
- お笑い登龍門 ガッハ（フジテレビ）
- 爆笑ピンクカーペット（フジテレビ）
- 爆笑レッドカーペット（フジテレビ）二番組とも、キャッチコピーは「おデブが奏でるハーモニー」。
  - レッドカーペット賞2回受賞
  - コラボカーペットでキングオブコメディ今野浩喜、ハイキングウォーキング&オテンキのり（長友のみ、小ボケ組名義）､ニッチェ(長友のみ)､X-GUN&我が家谷田部俊&キングオブコメディ高橋健一(小林のみ)と共演
- ウンナン極限ネタバトル! ザ・イロモネア 笑わせたら100万円（TBSテレビ）『ゴールドラッシュ』に出演出演、3週勝ち抜きイロモネア出場権獲得。
- お笑いDynamite!（TBSテレビ）キャッチコピーは「ボリューム満点OL」→「迫力おデブちゃん劇場」
- 王様のブランチ（TBSテレビ、2009年1月10日 - 4月4日）レギュラー
- エンタの神様（日本テレビ）キャッチコピーは「ワイルドな乙女心」
- はねるのトびら・回転SUSHI（フジテレビ、2009年4月22日）長友のみ（終盤には小林も登場）
- 響のNightスプラッシュ!（J:COMかながわセントラル）
- クイズチャンピオン（J:COMかながわセントラル）
- 爆笑問題のドッキリ パニックフェイス王（TBSテレビ）
- もしも（フジテレビ）長友のみ
- 爆笑レッドシアター（フジテレビ、2009年6月17日・2009年12月16日・2010年6月2日）
- お笑い芸人歌がうまい王座決定戦スペシャル（フジテレビ、2009年8月18日・2010年2月9日・2010年6月8日）
- トミカヒーローレスキューファイアー（テレビ東京、2009年10月17日）長友：建設業者役、小林：世界消防庁
- 天才てれびくんMAX（ウキウキ木曜!2代目司会者）長友のみ
- 磁石のケータイハンター（テレビ神奈川、2010年1月4日）長友のみ
- スクール革命!（日本テレビ）
- run for money 逃走中（フジテレビ、2010年3月24日・6月27日・2011年4月10日）長友のみ
- ウンナンのラフな感じで。（TBSテレビ、2010年4月22日）長友のみ
- ファミレストーク王決定戦（フジテレビONE、#27・#44-2010年6月) #27・長友のみ、#44・小林のみ
- ぷっすま （テレビ朝日、2010年8月3日）長友のみ
- 美美人カフェ（ビビットカフェ） （スカパー!スタイルキャスト、2012年6月9日-）メインMC
- 小力の小部屋　第112回（2012年6月20日、マシェリバラエティ、ニコニコ生放送、スカパー!275ch） - 共演：長州小力、
- 響長友の謝りません！絶対に！（ニコジョッキー）
- 熱いものこみあげ学園(表)（2012年11月9日-2013年3月29日、ニコジョッキー） - 隔週金曜
- 炎の体育会TV（TBSテレビ）
- ニコジョッキー杯 大喜利キング2013（ニコジョッキー、2013年4月11日-）隔週金曜
- アキバノトリコ（2022年1月-、刺激ストロングチャンネル）小林のみ[9]

ほか多数

### ラジオ
- ひびきともえ（文化放送）福田萌とともにパーソナリティ
- レコメン!（文化放送、2009年10月13日）
- 逆襲ザコシのチョゲチョゲPARK（JFN PARK）長友のみゲスト出演

### 映画
- 怪談レストラン（東映、2010年8月21日公開）長友：エンマ大王 役
- 修羅の世界（2022年1月29日公開）長友：山神組組員

### Vシネマ
- 織田同志会 織田征仁 9・最終章（2022年）長友：黄金一家組長 相場武信

### 舞台
- LIBERUSプロデュース 東京ギロティン倶楽部第一回公演「東京奇人博覧会」（2013年4月17日‐21日、新宿スペース・ゼロ）長友のみ
- LIVING ADV 「STEINS;GATE」橋田至 役（長友）
- もののふシリーズ『瞑るおおかみ黒き鴨』（2016年9月 天王洲 銀河劇場、森ノ宮ピロティホール、北九州芸術劇場 大ホール） - 西郷隆盛 役（長友）[10]
- DisGOONie Presents Vol.10 舞台『MOTHERLAND』（2021年12月3日 - 12日、明治座 / 12月18日 - 19日、森ノ宮ピロティホール） - 李斯 役（長友）[11]
- ミュージカル「マギ－迷宮組曲－」（2022年6月3日 - 12日、天王洲 銀河劇場 / 6月18日 - 19日、森ノ宮ピロティホール） - プーデル 役（長友）
- DisGOONie Presents Vol.15 舞台『恋ひ付喪神ひら』（2025年6月7日〈予定〉、シアターH）長友のみ[12][13]
- 舞台『ゲゲゲの鬼太郎2025』（2025年8月2日 - 16日、明治座 / 8月21日 - 25日、大阪新歌舞伎座） - 子泣きじじい 役（長友）[14]

### CM
- 平成観光
- ロッテ 「ACUO POWDER」（2010年7月） - 長友のみ・生田斗真と共演
- モバイルフロンティア株式会社「酵素×水素の力 ごほうびシェイク」
- 服部家具センター

### CD
- アゲきゅんLOVE（光上せあらとのユニット「ミツコとせあら（with 響のもう1人）」名義）